# Sabine Toutain
Pour les articles homonymes, voir Toutain.
Sabine Toutain, née en 1966 au Mans, est une altiste française.

## Biographie

### Formation et prix
Sabine Toutain est née au Mans en 1966, elle y démarre des études musicales puis entre en 1982 au Conservatoire national supérieur de musique de Paris.
En 1984, elle y obtient le premier prix d'alto dans la classe de Serge Collot et le premier prix de musique de chambre de Bruno Pasquier.
Elle se perfectionne dans la classe de quatuor à cordes de Jean Moullière afin de se présenter aux concours internationaux. Elle est alors finaliste du Concours Eurovision des jeunes musiciens puis lauréate du Concours Maurice-
Vieux. Enfin, elle obtient le deuxième prix au Concours international de Genève et le prix Jacques Murgier au concours international de Reims.

### Carrière d'altiste
Depuis 1990, elle joue dans de nombreuses salles et festivals européens, soit en soliste (les concertos de Bartok et de Walton avec l'Orchestre national de France par exemple), soit dans le cadre des concerts du Trio Turner où elle joue avec deux autres instrumentistes de l'Orchestre national : la harpiste Isabelle Perrin et le flûtiste Philippe Pierlot.
Elle est la dédicataire d'œuvres nouvelles, notamment Épisode sixième de Betsy Jolas ou  encore en 1989 : Chant II de Ramon Lazkano, pour alto et bande magnétique.

### Enseignement
Passionnée par l’enseignement, elle enseigne depuis 2000, l'alto au Conservatoire national supérieur de musique et de danse de Paris.

## Discographie
Sabine Toutain a notamment enregistré les Variations Goldberg (trio à cordes) de Johann Sebastian Bach, les trios et les sonates d'Arnold Bax, la sonate pour flûte, alto et harpe de Claude Debussy, le sextuor pour piano, cordes et vent d'Ernst von Dohnányi, Itinerario de Luz d'Enrique Macias, le concerto pour alto et orchestre de Serge Nigg, Métamorphoses de Richard Strauss...